# Cantón de Podrinje Bosnio
El Cantón de Podrinje Bosnio (en bosnio: Bosansko-podrinjskog kantona Goražde; en croata: Bosansko-podrinjska županija Goražde; en serbio: Босанско-подрињски кантон Горажде) es uno de los 10 cantones en que se divide la  Federación de Bosnia-Herzegovina, en Bosnia y Herzegovina. Está situado en el este del país. El centro del gobierno del cantón es la ciudad de Goražde. El cantón tiene una extensión de 504,6 km²  y una población de 33.093 habitantes en 2009.

## Geografía
Se encuentra en la parte oriental de Bosnia Central, en la región de Podrinje. Su sede administrativa se encuentra en la ciudad de Goražde.

## Organización administrativa
Administrativamente, el cantón de Podrinje Bosnio se divide en 3 municipalidades:
- Goražde (capital).
- Pale-Prača.
- Foča-Ustikolina.

## Población
En 2004, el cantón tenía un población de 35.208 residentes, siendo mayoría los bosníacos:
- 34,743 Bosniacos (98.6%)
- 418 Serbios (1.2%)
- 50 Croatas (0.1%)
- 35 otros (0.1%)